# نظام ميجاكو
متحكم بوابة الوسائط  (بالإنجليزية: Media Gateway Controller)

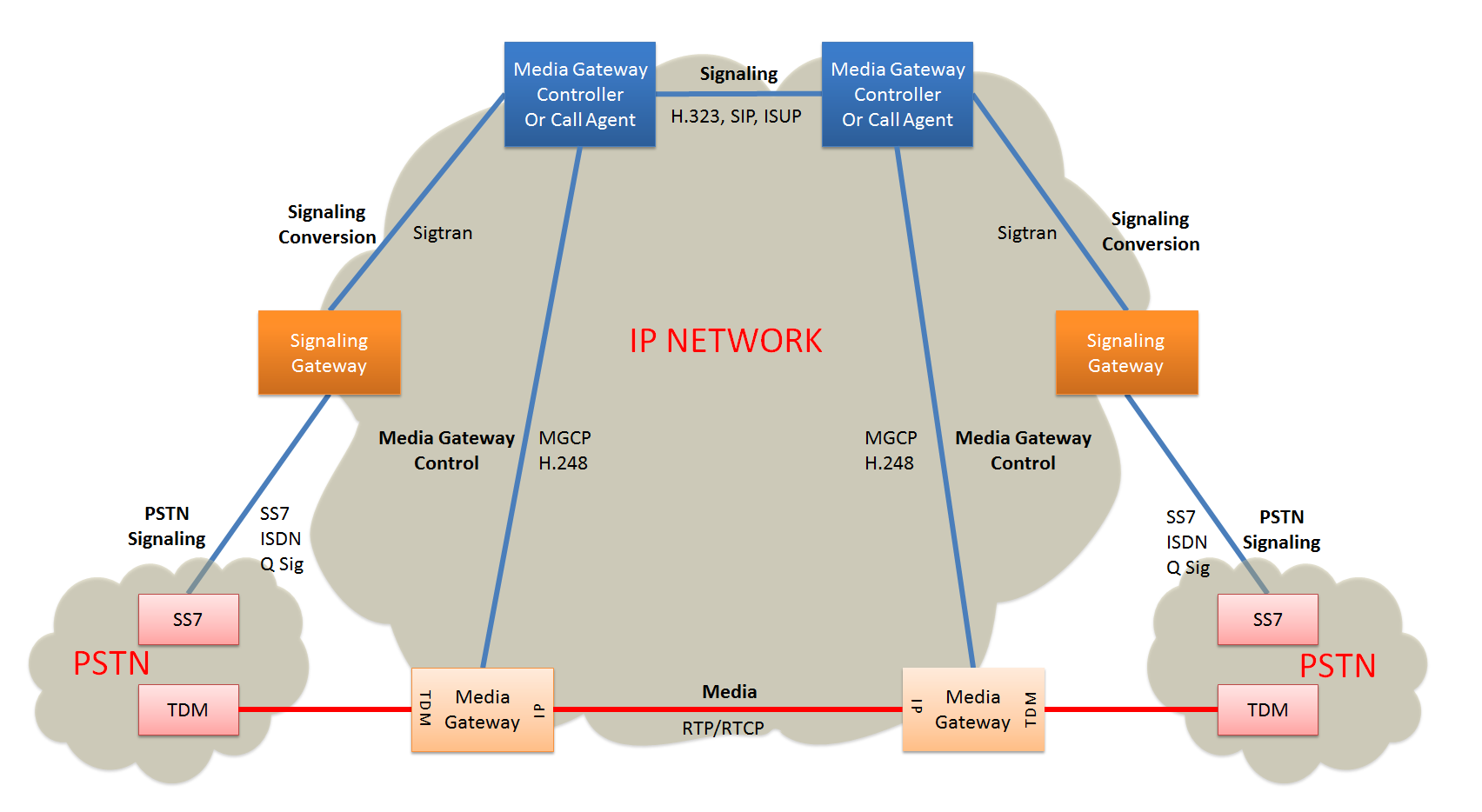

واختصارا (MGC)، أو Gateway Control Protocol (Megaco, H.248) هو نظام يستخدم في نقل الصوت عبر الأنترنت VoIP في بنية الإرسال الهاتفي. ويتحكم بعدد من الحاسبات الطرفية محدودة القدرة (الحاسبات الطرفية الصامتة) و بوابات الوسائط.
متحكم بوابة الوسائط يتلقى معلومات الأشارات (مثل الأرقام المطلوبة للأتصال) من بوابة الوسائط وتوجيهها لتنبيه الشخص المتلقي، لإرسال وأستقبال البيانات الصوتية .
هناك عدة بروتوكولات مستخدمة بين متحكم بوابة الوسائط وبوابة الوسائط: SGCP وIPDC وMGCP ونظام ميجاكو ، متحكم بوابة الوسائط يستخدم تعبير وكيل أتصال عند الأشارة إلى بروتوكول متحكم بوابة الوسائط.
يمكن لبعض متحكمات بوابة الوسائط التفاعل استخدام بروتوكولات أخرى، مثل ss7 ‏ (للربط مع شبكة الهاتف التقليدية) و H.323 وبروتوكول بدء جلسة.
أحياناً تسمى بنية نقل الصوت عبر الإنترنت باستخدام متحكم بوابة الوسائط هيكلية softswitch.